# 新华路清真寺 (塔城市)
新华路清真寺，位于中华人民共和国新疆维吾尔自治区塔城市新华路，是回族的伊斯兰教清真寺。

## 简介
21世纪初，新华路清真寺的阿訇是秦孟江。
2015年7月17日（斋月最后一天）晚间，中共新疆维吾尔自治区党委常委、中共塔城地委书记尔肯江·吐拉洪来到塔城市新华路清真寺看望宗教人士和穆斯林群众，并共进开斋饭。
2015年12月20日，中共新疆维吾尔自治区党委统战部民族处处长吴继光率新疆维吾尔自治区民族团结进步创建和“去极端化”工作专项考核组在塔城市调研，先后到塔城市新城街道哈尔墩社区以及新华路清真寺走访。